# Kontejnment

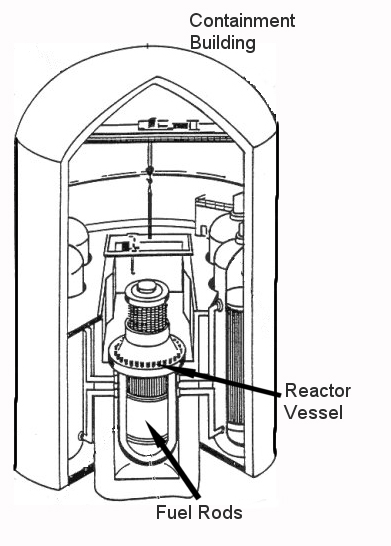
Nákres kontejnmentu

Kontejnment je ochranná obálka (či budova) jaderného reaktoru v jaderné elektrárně, vystavěná z oceli a betonu. Spojuje funkci hermetického prostoru pro ochranu před únikem nebezpečných látek do vnějšího (životního) prostředí a mechanické ochrany proti vnějším vlivům. Jeho důležitost se projevila  při havárii elektrárny Three Mile Island.

## Použití
Zajišťuje bezpečnost jaderných elektráren. Nachází se v jaderné části elektrárny, uzavírá zpravidla reaktor a zařízení zajišťující odvod tepla z reaktoru primárním chladivem (tzv. primární okruh).
Ochranný kontejnment bývá projektován tak, aby například ani pád velkého letadla nebo vnější exploze nenarušily konstrukci primárního okruhu a nezpůsobily poruchy jeho provozu. Důležitá je také jeho těsnost pro zabránění nežádoucího úniku radioaktivního prachu či jiných nebezpečných látek do vnějšího prostředí, např. při narušení těsnosti okruhů chlazení jaderného reaktoru. Kontejnmenty jsou projektovány pro udržování vysoké těsnosti i při velkém přetlaku mezi vnitřním a vnějším prostředí. Při normálních provozních podmínkách se uvnitř udržuje mírný podtlak oproti okolnímu prostoru (případná netěsnost by znamenala vnik vnějšího vzduchu dovnitř, ne naopak), který se monitoruje (netěsnost by byla zjištěna díky snížení podtlaku). Při potenciální poruše na vnitřním zařízení, která by byla spojena s netěsností okruhů chlazení reaktoru, by došlo k úniku horkého chladiva a vzniku vnitřního přetlaku – projektová těsnost kontejnmentu mu musí odolat. Z tohoto důvodu bývají součástí vnitřního i vnějšího zařízení kontejnmentu systémy určené ke snižování vnitřního tlaku (např. sprchování studenou vodou).
Ochranná obálka je postavena i v Temelíně. V Dukovanech je funkce kompaktní ochranné obálky rozdělena mezi konstrukci reaktorové budovy (ochrana proti vnějším mechanickým vlivům) a systém hermetických prostorů vybavený technologií pro omezování vnitřního tlaku pro zabránění úniku radioaktivních látek při narušení těsnosti primárního okruhu.